# Фалькенберг (Нижня Баварія)
Фалькенберг (нім. Falkenberg) — громада в Німеччині, розташована в землі Баварія. Підпорядковується адміністративному округу Нижня Баварія. Входить до складу району Ротталь-Інн. Центр об'єднання громад Фалькенберг.
Площа — 66,60 км2. Населення становить 3816 ос. (станом на 31 грудня 2020).

## Галерея

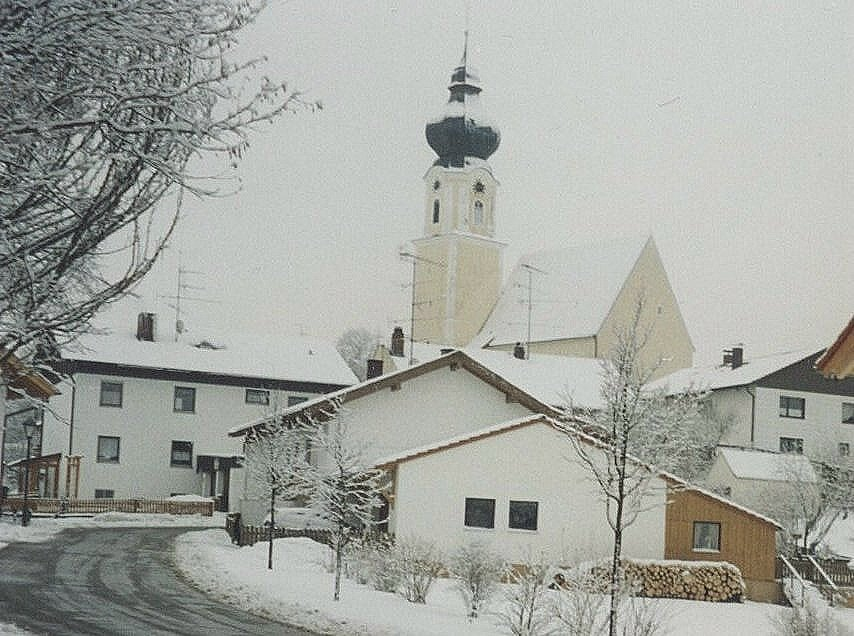